# Lasiomollisia phalaradis
Lasiomollisia phalaradis är en svampart som beskrevs av Raitv. & Vesterh. 2006. Lasiomollisia phalaradis ingår i släktet Lasiomollisia och familjen Hyaloscyphaceae.  Arten är reproducerande i Sverige. Inga underarter finns listade i Catalogue of Life.